# HD 55568
HD 55568，又名CD-30 4081，SAO 197686、HR 2720，是一颗恒星，视星等为6.1，位于銀經242.8，銀緯-9.49，其B1900.0坐标为赤經7h 8m 12.8s，赤緯-30° -9.49′ 16″。